# Alleanza del Centro
il Centro (in lingua tedesca: Die Mitte; in lingua francese: Le Centre; in lingua romancia: il Center) è un partito politico elvetico di centro e centro-destra, nato il 1º gennaio 2021 dalla fusione tra il Partito Popolare Democratico e il Partito Borghese Democratico.

## Ideologia
Originatosi dalla fusione tra il Partito Popolare Democratico, di orientamento cristiano-democratico, e il Partito Borghese Democratico, di orientamento fiscal-conservatore, il Centro si colloca al centro e centro-destra dello spettro politico; a livello ideologico si posiziona tra il PLR.I Liberali Radicali (a destra) e il Partito Socialista (a sinistra).
il Centro è un partito a vocazione federale; le sue sezioni cantonali e locali possono, se lo desiderano, conservare il nome di Partito Popolare Democratico o di Partito Borghese Democratico.